# 马来西亚教育
马来西亚教育的形成是基于英国教育，皆由马来西亚曾经是英国的殖民国之一。马来西亚教育注重考试制度，并以多种统一化考试来评定学生的学术资格和能力。

## 特征
马来西亚教育可分成几个阶段：
- 托儿所教育（英語：Nursery Education）
- 幼儿教育 （马来文：Pendidikan Tadika）（英語：Kindergarten Education）
- 小学教育 （马来文：Pendidikan Sekolah Rendah）（英語：Primary School Education）
- 中学教育（马来文：Pendidikan Sekolah Menengah）（英語：Secondary School Education）
- 大学先修教育（马来文：Pendidikan Pra-Universiti）
- 高等教育（英語：Higher Education）

马来西亚一共有两个执法部门负责本国教育事务，它们分别为马来西亚教育部（马来文：Kementerian Pendidikan Malaysia）（英語：Ministry of Education Malaysia）和马来西亚高等教育部（英語：Ministry of Higher Education Malaysia）。教育部负责处理國立中學、國立小学事务，而高等教育部则负责处理國立及私立高等教育事务。马来西亚政府和教育部提倡“强化国语，提倡英语，并掌握母語”的教育制度，鼓励学生必须掌握两语之外，也同时鼓励各族学习自己的母语，因此馬來西亞人通常都能輕鬆掌握三種基本語言
在马来西亚的教育蓝图下，马来西亚政府和法律明文规定所有马来西亚国民必須接受5年中學和6年小学教育。公立中學以及公立小学為免費教育（義務教育），由马来西亚聯邦政府直接拨款贊助。同时，馬來西亞政府的“贷书计划”也允许讓所有擁有馬來西亞國籍的國立學校学生借用所有课本，而后在学年结束前归还。国立高等学府也获得政府津贴学费。在地学生只需支付大约十分之一的学费就可完成大学课程。

## 教育制度

### 学前教育
马来西亚的学前教育非常普及化。许多家长都会把孩子送入幼儿园进行学前教育，以便让孩子们在上小学前打好基础。
爲了提高馬來西亞學生與新加坡學生的競爭力，馬來西亞政府在这几年开始推行正式的学前教育课程，也规定负责学前教育的教职人员必须接受专业训练和拥有合格的专业证书才能教授学生。这些训练包括儿童心理学、教学方法及其它与照顾和发展和发展儿童有关的课程。正式注册的幼儿园也必须遵守政府所立下的条规。

### 小学教育
在马来西亚，绝大部分的小学都是政府学校，分为国民小学及国民型小学两种，只有非常少数的私立小学。目前，政府小学分成3个源流，即以国语为主要教学媒介语的称为国民小学（国小）；以华语为主要教学媒介语的国民型华文小学（华小）；及以淡米尔语为主要教学媒介语的国民型淡米尔文小学（淡小）。其中，国民型小学最初是由华人社区、印度社区和英殖民政府资助的。但现在这种类型的学校部分由马来西亚教育部 资助，为政府资助学校。
这3种源流的小学虽然教学媒介语不一样，但都采用共同的课程纲要，而且国文和英文都是华小和淡小的必修必考科。
华小一般上由该校董事部和教总一起管理和经营。该部主要负责行政、租借学校礼堂和食堂招聘的事务，而学校方针则还是得听命于马来西亚教育部。
其实，在之前还有以英文为教学媒介语的国民型英文小学（英小），不过在《1967年国语法案》通过后，英小就于70年代中期全部被改制为马来文为媒介的国小或華文為媒介的華小。在馬來西亞，家长都非常重视小学教育，教育部的统计显示在2000年，小学的入学率高达96.8％。

### 中学教育
马来西亚中学（马来语：Sekolah Menengah、英语：Secondary School）是马来西亚一套5年强制性教育制度（中一至中五）。5年强制性教育包括PT3和SPM和2年非强制性的马来西亚教育制度（中六）STPM。马来西亚中学是由马来西亚教育部所管理的。
1988-2020年間，在进入国民中学（SMK）/国民型华文中学（SMJK）前，小学六年级学生可以参考小六检定考试（马来语：Ujian Pencapaian Sekolah Rendah 简称：UPSR、英语：Primary School Achievement Test 简称：PSAT）的成绩选择并申请要入学的中学。学生可在完成学业后获得毕业证书并自行选择是否继续深造，其在校表现比如担任各种职位或能帮助其获得额外分数以增加考取理想学校的几率。2021年4月，教育部長宣佈UPSR永久廢除。（现在是UASA（Ujian Akhir Sesi Akademik）
除此之外马来西亚还拥有三种模式那就是独立中学、私立中学和国民型华文中学。
国民型华文中学，简称华中，是在马来西亚独立前后（1956-1962)，接受政府建议“改制”的民办华文中学，全国共有81间华中，并纳入国家教育体系的主流中，得到教育部的一部分津贴。
独立中学简称独中，是由董总管理的。它是马来西亚华人创办的一种中学，全国约60间，如宽柔中学，吉隆坡循人中学等等。推行着6年的教育。学生可报考统考和SPM作为其升学管道。
私立学校，或称民办学校，是指非由政府经营或管理的学校，相对应者为公立学校。其全部或者部分的经费依靠学费来维持经营而非公共资金。

### 大学先修班
大学先修班（Pre-University Education）是踏入大学的最后门槛，由马来西亚教育部提供的升学途径有马来西亚高级学校文凭课程（中六）、马来西亚大学预科班（英語：Malaysian Matriculation Programme，亦称“Matrikulasi”）。马来西亚高级学校文凭课程（中六）是学生在完成中五课程后继续修习的，完成中六课程后凭STPM成绩申请国内外大学。而另一个途径则是马来西亚大学预科班（英語：Malaysian Matriculation Programme，亦称“Matrikulasi”）。该课程亦普遍上被认为比STPM宽松，在考获佳绩上相对容易，不过自2006年起此课程将会保留90%的学位于土著学生。同时本地公立大学亦偏向选择以土著学生为主的大学先修课程毕业生。部分热门科系如医学系、药剂系和法律系也会保留百分之七十的学位予土著学生。
除此之外，学生亦可报读私立大学所开办的大学先修课程（英語：Foundation Programme）或二至三年的文凭课程（英語：Diploma course）。学生亦可在私立中学选修国外先修文凭，当中包括"A"水准考试、IB课程、南澳大学先修课程（英語：SACE）等。

### 高等教育
马来西亚的高校从名称上就是有严格级别的，分为大学级别、大学学院级别及学院级别，这些划分是非常严格的，是高等教育部审核评估后给予的资格。一般来说从学院升格为大学学院或大学学院晋升为大学都是要经过至少5年的发展，高等教育部从办学质量，学校设施和教学环境、师资力量和学校规模等各个方面进行考核和评估，然后再给予合格的院校进行晋升。这些制度在加拿大等其他国家也是相同的。
本地学生只可以凭着STPM或马来西亚大学预科班（英語：Malaysian Matriculation Programme，亦称“Matrikulasi”）申请进入本地国立大学。一些国立大学如马来亚大学亦接受本地生以国外先修文凭申请，前提是在马来西亚教育文凭（SPM）马来文科取得至少良好（Grade C) 成绩以及历史课取得至少及格（Grade E）成绩。此外，马来西亚的公立大学在录取新生方面采取“种族固打制”，其制度腐败、教学质量偏低等问题也造成马来西亚华裔和印裔毕业生大量外流，新加坡、澳大利亞及台灣都是不少馬來西亞學子出國求學的選擇。
许多学生选择到私立的高等学府深造，而这些高等学府也会与国外大学合作。此外，马来西亚亦吸引不少国外著名大学前来本地开设分校，其中包括诺丁汉大学（英語：University of Nottingham）、南安普敦大学（英語：University of Southampton）、蒙纳士大学（英語：Monash University）等。

### 国际学校
国际学校（英語：International School）主要以英语作为主要教学媒介语的私立学校。此校课程同时衔接部分欧美国家的教育系统。马来西亚的国际学校提供的课程和国际性考试包括"O"水准考试、"A"水准考试和IB课程。

## 考試制度
馬來西亞擁有一套非常嚴格的考試制度。由於马来西亚教育非常注重考试制度，因此會以許多种统一化考试来评定一位学生的学术资格和能力。政府學校的學生平均每2或3個月就必須接受一次全科考試。每位小學生一年需要接受4到7次全科考試（視學級而定）；而政府中學學生一年需要接受4次以上全科考試（視學級而定）。无论是学校的普通考试或是统一化考试的成绩都将会永久记载在马来西亚教育部考试局的系统里。

### 政府学校
無論是國民學校（SK）或國民型學校（SJK），所以考試制度都依據馬來西亞教育部所頒佈和規定的考試制度來執行。 每位小學生在六年級學期結束前都必須參加全國統一化考試「小六鑑定考試」（簡稱UPSR），如華小和淡小學考生在UPSR考試中在兩份馬來語試卷，即國語書寫（BM Penulisan）和國語理解（BM Pemahaman）中其中一份試卷不及格（即獲得「E」評級，為40分以下的分數），考生下一年將被編入中學預備班（Kelas Peralihan/Remove Class），無法直升到中一班。 UPSR現已取消。
如今，小學六年級華小和淡小學生必須在校本評估（馬來語：Pentaksiran Berasaskan Sekolah、英語：School Based Assessment）的馬來文掌握程度（馬來語：Tahap Penguasaan）中達到第四（TP4）至第 六級（TP6）；反之必須參加六年級馬來文能力測驗（馬來語：Ujian Pengesanan Literasi Bahasa Melayu Tahun 6；UPLBM），以決定是否能直升中一；測試不過關者，都必須進入預備班（ 馬來語：Peralihan、英語：Remove Class），一年後才能進入中學中一。
| 年齡 | 学级（中文名稱） | 学级（英文名称） | 学级（马来文名称） | 考试                  |
| ---- | ---------------- | ---------------- | ------------------ | --------------------- |
| 7歲  | 一年級           | Year 1（简称Y1） | Tahun 1            | 校方的其他考試        |
| 8歲  | 二年級           | Year 2（简称Y2） | Tahun 2            | 校方的其他考試        |
| 9歲  | 三年級           | Year 3（简称Y3） | Tahun 3            | 校方的其他考試        |
| 10歲 | 四年級           | Year 4（简称Y4） | Tahun 4            | 8月月考、UASA年终考试 |
| 11歲 | 五年級           | Year 5（简称Y5） | Tahun 5            | 8月月考、UASA年终考试 |
| 12歲 | 六年級           | Year 6（简称Y6） | Tahun 6            | 8月月考、UASA年终考试 |

#### 小学考试分数评级体纲
| 评级 | 分数要求 | 等级描述                                       |
| ---- | -------- | ---------------------------------------------- |
| A    | 82分以上 | 卓越（Cemerlang）                              |
| B    | 65-81分  | 优良（Kepujian）                               |
| C    | 50-64分  | 满意（Memuaskan）                              |
| D    | 20—49分  | 达到最低水平（Mencapai Tahap Minimum）         |
| E    | 未达20分 | 未达到最低水平（Belum Mencapai Tahap Minimum） |
| TH   | TH       | 缺席（Tidak Hadir）                            |

### 政府中學
無論是國民中學（SMK）或國民型华文中學（SMJK），所有考試制度都依據馬來西亞教育部所頒佈和規定的考試制度執行。自2014至2022年期间，每位中學生在中三學期結束前都必須參加全國統一化考试——中三評估（Pentaksiran Tingkatan 3，簡稱PT3），考生在该考试中的成績將會直接影響到考生未來两年的高中生涯會被編入什麽科系，分别为理科班和文科班。这种分班制度称为文理分科。自2022年起，PT3已永久廢除, 文理分科将依据中三校内学术期末考试 UASA（Ujian Akhir Sesi Akademik）成绩而定。
理科班的科目以数理科为主，较广泛的科目为：
- 化学
- 物理
- 生物
- 附加数学（Additional Mathematics）

而文科班则注重人文课程，大部分文科生除了主修语文课之外，也会修读一些在文科班比较广泛的科目，如：
- 商学（)
- 会计原理（Principles of Accounts）
- 经济学（Economics）
- 设计发明（Invention）

考生在中五學期結束前都必須參加全國統一化考試——馬來西亞教育文憑考試（Sijil Pelajaran Malaysia，簡稱SPM）。考生必須在SPM考試中考获历史科与马来语及格的成績，如其一不及格考生將無法獲得该文凭，且不能留級。考生若有意可在該學期結束后離校自修并在下一年通過教育部申請重考。而在SPM考试中成绩符合标准的考生将会自动被安排成为中六课程的学生。但这个课程非强制性要求学生就读，学生能选择就读中六课程（STPM）或其他升学管道如A-Level、大学预科班，或进入私立大学独自设立的大学预备班（Foundation）课程。
| 年齡                    | 学级（中文名稱）                               | 学级（英文名称）                                           | 学级（马来文名称）                             | 考试                                                                         |
| ----------------------- | ---------------------------------------------- | ---------------------------------------------------------- | ---------------------------------------------- | ---------------------------------------------------------------------------- |
| 13歲                    | 預備班                                         | Transition Class（簡稱TC）、Remove Class（简称RC或Remove） | Peralihan                                      | 3月月考、年中考试、8月月考、年终考试、以及校方的其他考試                     |
| 13或14歲                | 中一（五号）                                   | Form 1（简称F1）                                           | Tingkatan 1（简称T1）                          | 入學評估、3月月考、年中考试、8月月考、年终考试、以及校方的其他考試           |
| 14或15歲                | 中二（六号）                                   | Form 2（简称F2）                                           | Tingkatan 2（简称T2）                          | 3月月考、年中考试、8月月考、年终考试、以及校方的其他考試                     |
| 15或16歲                | 中三（七号）                                   | Form 3（简称F3）                                           | Tingkatan 3（简称T3）                          | 3月月考、年中考试、8月月考、年终考试、以及校方的其他考試                     |
| 进入中四学期前          | 被编入 / 选择所要攻读的科系（理科班 / 文科班） | 被编入 / 选择所要攻读的科系（理科班 / 文科班）             | 被编入 / 选择所要攻读的科系（理科班 / 文科班） | 被编入 / 选择所要攻读的科系（理科班 / 文科班）                               |
| 16或17歲                | 中四（八号）                                   | Form 4（简称F4）                                           | Tingkatan 4（简称T4）                          | 中四評估、3月月考、年中考试、8月月考、年终考试、以及校方的其他考試           |
| 17或18歲                | 中五（九号）                                   | Form 5（简称F5）                                           | Tingkatan 5（简称T5）                          | 3月月考、年中考试、SPM預考、SPM正式考試、以及校方的其他考試                  |
| 完成中学课程 / 继续升学 |                                                |                                                            |                                                |                                                                              |
| 18及19歲,或19及20歲     | 中六（十号及十一号）                           | Form 6（简称F6）                                           | Tingkatan 6（简称T6）                          | 大学先修班，三个学期的月考、期考、STPM预考、STPM正式考试、以及校方的其他考試 |

#### 中学考试分数评级体纲[5]
| 评级 | 初中（中一 — 中三） | 初中（中一 — 中三）                             | 高中（中四 — 中五） | 高中（中四 — 中五）               |
| 评级 | 分数要求            | 等级描述                                        | 分数要求            | 等级描述                          |
| ---- | ------------------- | ----------------------------------------------- | ------------------- | --------------------------------- |
| A+   | —                   | —                                               | 90分以上            | 最高等卓越（Cemerlang Tertinggi） |
| A    | 82分以上            | 卓越（Cemerlang）                               | 80—89分             | 高等卓越（Cemerlang Tinggi）      |
| A-   | —                   | —                                               | 70—79分             | 卓越（Cemerlang）                 |
| B+   | —                   | —                                               | 65—69分             | 最高等良好（Kepujian Tertinggi）  |
| B    | 66—81分             | 优良（Kepujian）                                | 60—64分             | 高等良好（Kepujian Tinggi）       |
| C+   | —                   | —                                               | 55—59分             | 上等良好（Kepujian Atas）         |
| C    | 50—65分             | 良好（Baik）                                    | 50—54分             | 良好（Kepujian）                  |
| D    | 35—49分             | 满意（Memuaskan）                               | 45—49分             | 上等及格（Lulus Atas）            |
| E    | 20—34分             | 掌握最低标准（Menguasai Tahap Minimum）         | 40—44分             | 及格（Lulus）                     |
| F    | 未达20分            | 未达到最低标准（Belum Menguasai Tahap Minimum） | 未达40分            | 不及格（Gagal）                   |
| TH   | TH                  | 缺席（Tidak Hadir）                             | TH                  | 缺席（Tidak Hadir）               |

## 课外活动
课外活动（Kegiatan/Aktiviti Kokurikulum）是课堂教学过程（kurikulum）之外，任何有计划延伸的课程辅助活动，使学生有机会增加、强化和实践在课堂上学到的知识、技能和价值观。
1967年12月28日政府公报《学校（学习课程规定）条例》（No. 5652 Jil. 11/Bil. 27），被称为“团体活动”（Kegiatan Kumpulan）；1997年12月31日政府公报《教育（国民辅助课程）条例》（PU (A) 531/97）将辅助课程定义为“政府和政府资助学校的课外活动，包括以下内容：参加体育运动和游戏、参加协会和俱乐部、参加制服团体，或者是教育部长决定的其他活动。”
2007/08学年开始，申请国立大学的中学生，除了评估SPM或STPM成绩之外，课外活动占有10%分数。单项课外活动分别根据四项计分，即：出席率（50%）、参与程度（20%）、表现能力（20%）和担任职位（10%）；所有中学生都必须兼顾学习成绩、品行和课外活动，大学筛选考试成绩接近的学生，课外活动和品行分数较高的学生，将更有机会优先获得国立大专生资格。 课外活动是马来西亚高等教育的必修课，所有国立大专生必须参加至少两项活动，其中一项必须是体育相关活动。

课外活动分为三个项目，包括：
1. 协会和俱乐部（Persatuan dan Kelab）：华文学会、数理学会、少狮会、华乐团、舞蹈社、合唱团等
2. 体育运动和游戏（Sukan dan Permainan）：田径、篮球、羽毛球、排球、乒乓球、中国象棋等
3. 制服团体（Pasukan Pakaian Seragam）：男童军、女童军、基督少年军、圣约翰救伤队、红新月会、马来武术、跆拳道等

大学考生申请国立大学的10%课外活动分数，将根据以上三个项目的两个最高分数平均计算得出。 例如：某学生在第I项目获得58%、第II项目获得88%和第III项目获得74%，将两个最高分数项目平均计算：88 + 74 = 162/2 × 10%，获得申请国立大学的课外活动分数为8.1%。

## 教育拨款
近年来，联邦政府对各类学校的“学校维修及发展特别拨款（简称：特别拨款）”数额如下，该特别拨款是用于维修和维护校舍用途的。
| 各类型学校获得拨款数额（RM100,000,000） | 各类型学校获得拨款数额（RM100,000,000） | 各类型学校获得拨款数额（RM100,000,000） | 各类型学校获得拨款数额（RM100,000,000） | 各类型学校获得拨款数额（RM100,000,000） | 各类型学校获得拨款数额（RM100,000,000） | 各类型学校获得拨款数额（RM100,000,000） | 各类型学校获得拨款数额（RM100,000,000） | 各类型学校获得拨款数额（RM100,000,000） | 各类型学校获得拨款数额（RM100,000,000） | 各类型学校获得拨款数额（RM100,000,000） |
| 学校类型                                | 2008年                                  | 2009年                                  | 2011年                                  | 2012年                                  | 2013年                                  | 2014年                                  | 2015年                                  | 2016年                                  | 2017年                                  | 2018年                                  |
| --------------------------------------- | --------------------------------------- | --------------------------------------- | --------------------------------------- | --------------------------------------- | --------------------------------------- | --------------------------------------- | --------------------------------------- | --------------------------------------- | --------------------------------------- | --------------------------------------- |
| 国小                                    |                                         |                                         |                                         | 5                                       | 4                                       | 1                                       | 4.5                                     | 不详                                    | 2.5                                     | 2.5                                     |
| 华小                                    | 0.5                                     | 0.95                                    | 0.7                                     | 1                                       | 1                                       | 0.5                                     | 0.5                                     | 0.5                                     | 0.5                                     | 0.5                                     |
| 淡小                                    |                                         |                                         |                                         | 1                                       | 1                                       | 0.5                                     | 0.5                                     | 0.165                                   | 0.5                                     | 0.5                                     |
| 教会学校                                |                                         |                                         |                                         | 1                                       | 1                                       | 0.5                                     | 0.5                                     | 0.165                                   | 0.5                                     | 0.5                                     |
| 玛拉初级理科学院                        |                                         |                                         |                                         | 1                                       | 1                                       | 0.5                                     | 0.5                                     | 不详                                    | 0.5                                     | 0.5                                     |
| 政府资助宗教学校                        |                                         |                                         |                                         | 1                                       | 1                                       | 0.5                                     | 0.5                                     | 不详                                    | 0.5                                     | 0.5                                     |
| 全寄宿中学                              |                                         |                                         |                                         | —                                       | 1                                       | 0.5                                     | 0.5                                     | 不详                                    | 0.5                                     | 0.5                                     |
| 注册的宗教私塾学校                      |                                         |                                         |                                         | —                                       | —                                       | 0.5                                     | 0.25                                    | 不详                                    | 0.5                                     | —                                       |
| 国民型华文中学                          |                                         |                                         |                                         | 0.2                                     | 0.3                                     | 0.15                                    | 0.25                                    | 0.15                                    | 0.15                                    | —                                       |

## 問題及爭議

### 公立大學的種族配額
1973年，馬來西亞政府實施了一項平權計劃，將55％的大學學額分配給土著，其餘45％的學額分配給華裔和印度裔學生。大學配額制度引起華人和印度人相當的不滿。
2000年，土著配額提高到90％，而印度裔和華裔等非原住民的配額則限制在10％。
2010年，印度學生進入公立大學的比例僅2%至3%，令印度社區感到震驚。在大學招生配額制度下，印度學生的境況很糟。 在菁英統治體制下，大約有5%到10%的學生是印度人。
2019年，教育部長馬智禮提及，內閣討論了該課題，並決定維持90%的配額。 他還提到了增加席位數量的決定，並將優先考慮底層 40%（B40）收入群體。
2020年，政府宣布大學預科班非原住民的10%空缺將分配給華人，印度人為3.72%，其他人為0.85%。

### SPM华文难考A争议
数十年前，每逢SPM成绩放榜时，华文考获特优（A+，A，A-）的百分比偏低争议经常引起华社关注。许多考生、家长以及华教团体纷纷表达对评分标准的不满，认为华文科的评分机制不透明和评分标准过于严格，导致许多成绩优异的学生难以在考试中获得应有的成绩。不仅影响考生的升学规划，也让部分家长对考试局的评分机制产生质疑。与此同时，一些华文教育工作者指出，华文科的课程设置存在枯燥、应试化严重的问题，导致考生在学习和考试过程中面临更大的挑战。
2009年SPM华文科考获A+的学生仅占0.2%，即108人。相比之下，国文和英文的A+比例分别为9.0%和3.0%，淡米尔文为2.9%。这一数据引起了教育界的广泛讨论，认为华文科的评分标准过于严格，甚至在某种程度上不合理。由于华文科A+的比例极低，一些学生选择放弃报考华文科，以免影响整体成绩和申请奖学金机会。一些家长更是为了让孩子考获全A，而阻止孩子报考华文，进一步加剧华文科报考人数减少的趋势。
2014年，马来西亚华文理事会（华理会）针对SPM华文科考A+比例偏低现象，促请教育部及大马考试局公开各等级的切分点（Cutting Point）及批阅标准，以提升评分透明度。时任华理会主席唐威杰质疑，大马考试局究竟依据何种标准设定华文科的切分点，并批评当局不愿公布具体数据，使华文科成绩显得“模糊和神秘”。
由于华文科成绩普遍较低，华文教师经常被校方指责拉低学校整体表现的“罪魁祸首”。他们不仅要应对学生在华文科的学习难度，还要承受来自校方的压力。学校和家长往往将华文科成绩不佳的责任归咎于教师，而非评分标准的严格或课程设置的问题。这使得华文教师在教学上面临更大的挑战。许多华文教师因华文科成绩偏低而受到校方施压，甚至影响教学士气。
根据董总于2016年发布的报告，2015年SPM华文科的及格率高达93%，但考获（A+，A，A-）的考生比例仅为12.4%，相比2014年的18.3%大幅下降32.2%。这一数据引起了广泛讨论，许多教师和家长认为，华文科的评分标准比其他语文科更严格，导致即使是成绩优异的学生，也难以在华文科取得高分。相比之下，马来文和英文的A等成绩比例往往较高，使得不少考生避免报考华文科，以确保自己的总成绩不受影响。
许多学校包括国民型华文中学和独中的华裔生都能在马来文和英文考获A等，但唯独在华文科失利。王鸿财曾在百格采访中展示一则数据显示，2015年八打灵公教国民型华文中学一共有525名考生，英文科有174名考生考获A+，但是华文科只有2位学生考获A+。此外，吉隆坡中华独中作为一所华文独立中学，理应拥有比国中及华中更好的华文教学环境，但是2015年该校仅有5位学生考获A+，相比起2014年的43位，跌幅将近88.4%。而考获A的学生也从2014年的100位减至34位，下降了68%。从这两则数据显示，虽然华中和独中拥有极好的华文教学环境，包括华文课被列入正课及校内经常举办与中华文化有关的活动，但成绩放榜后，华文成绩往往比其他科目来的差，另校方和教师感到费解。
有教育界人士认为，SPM华文科难以考获A的情况不仅与评分标准严格有关，也涉及评分方式的透明度和公平性问题。部分教师指出，华文科的试卷内容较难，评分标准严格，加上考试局未明确公开评分细则，导致考生成绩受影响。一些考生反馈，即便答案逻辑合理，也可能因未完全符合评分标准而失分。
此外，华文科的评分方式过于严苛也成为考生关注的焦点。即使考生在作文和现代文理解部分表现良好，但由于评分标准较为严格，稍有瑕疵就可能导致被扣分，从而影响整体成绩。2011年，马华联邦直辖区教育局主任王鸿财表示曾接获批改华文试卷老师投訴，指考试局负责人限制批改老師只能依据他们提供的答案给分，考生答错甚至遭扣分。
除了评分标准严格的问题，SPM华文科的考试难度也成为争议的焦点。华文科的试卷内容涵盖应用文、作文、概述、古代诗文、现代文理解多个部分，考生需要具备扎实的语言基础才能取得好成绩。相比马来文或英文，华文科的作文要求更高，考生不仅需要具备良好的写作技巧，还要能够灵活运用成语、典故和修辞手法。然而，一些教师指出，华文试卷的评分标准过于死板，特别是在作文部分，要求学生必须符合某种特定的写作风格，否则容易被扣分 。
至于理解题包含古文和现代文，考生需要具备较强的理解能力才能准确回答问题。然而，一些教师和考生指出，试卷的某些文章篇幅较长，文学性较强，考察内容程度过高，导致部分学生难以应付，加上严格的评分标准，使得考生即使掌握了相关知识，也可能因为标准答案的限制而被扣分。
考试难度的另一大挑战在于概述部分。许多考生反映，SPM华文科的概述题要求学生用简短的句子总结文章的重点，但评分标准较严格，若表达方式稍有偏差，即可能被扣分或得不到分数。这种情况导致考生在回答问题时缺乏灵活性，难以展现自己的真实理解能力。同时，华文科的课程内容被批评过于偏向文学，考试内容过度强调对古文、诗词和散文的理解，但忽视了现代社会对华语实际应用能力的需求。
针对这一情况，2016年，马来西亚24个华团组织在王岳海会议室召开研讨会，讨论SPM华文科的评分标准，并向教育部提出四大诉求，其中包括要求教育部公布华文科的切分准则，以确保评分的透明度。这些团体认为，由于评分标准的不透明，考生和教师在备考过程中难以准确把握应试重点，影响了考试成绩。他们认为，评分标准的不透明不仅影响考生成绩，也影响了教师的教学方向，使得华文教育面临严峻挑战。马来西亚中学华文教师学会联谊会主席曾俊萍表示，部分学校因担心学生无法取得A+，劝导学生放弃报考华文科，导致报考人数逐年下降。她强调，考试局应公开华文科的分数切割点及评分标准，以确保公平公正。
另一方面，由于华文科被认为较难考取佳绩，一些学生选择放弃报考华文，转而选择其他较易考取佳绩的科目如美术和会记。据统计，2015年报考SPM华文科的考生人数为4万5480人，已跌破5万人大关。部分教育工作者担心，如果华文科继续被视为难以取得A等成绩的科目，未来考生报考人数可能进一步下降，影响华文教育的发展。
面对这一趋势，各地华团采取了一系列措施以提升华文科的报考率。雪隆华校董联会、全国华中校长理事会、马来西亚中学华文教师联谊会、马来西亚青年运动及行动方略改制中学发展委员会在2022年底共同成立关爱母语运动委员会，旨在鼓励学生继续报读和报考华文。该会不仅针对学生展开宣传，还致力于提升华文教师的地位和士气。
2023年5月，该会举办了“雪隆政府中学华文教师服务奖暨谢师午宴”，不仅表彰华文教师的贡献，也希望通过提高教师的士气，间接鼓励学生选择华文科。此外，该委员会还策划了为期三天两夜的激励营，邀请雪兰莪、吉隆坡和森美兰三州的政府中学华文学会主干及相关老师参与，以加强华文学会的整体水平，进一步激发学生对华文的兴趣，从而提升报考人数。
为了帮助考生更好地备考，星洲日报于2022年推出了《SPM华文科应考手册》，并在“爱华文“网站提供免费下载，该手册提供了丰富的备考资源，协助学生在考试中取得更好的表现。同时，各州华团、州教育局及各县华文科委会也积极举办各种备考讲座，以帮助考生掌握答题技巧，提高备考效率。
与此同时，一些华团和国州议员也推出了奖励金计划，以鼓励学生报考华文科。例如，一些地区设立华文科特优奖励金，奖励SPM华文科考获A+、A、A-的考生，希望通过奖励机制，提高学生报考华文科的意愿。类似的措施在多个州属相继推行，成为鼓励考生继续学习华文的重要手段。
虽然华文科难以考获特优（A+，A，A-）的问题在近几年已获得改善，但依旧是SPM众多语文科当中最少人考获A的科目。

### STPM华文考生大幅减少
STPM华文科考生人数近年来大幅减少，成为华教界的一大隐忧。根据马来西亚中文促进会主席李金泉在2024年11月的采访数据显示，STPM华文科考生在巅峰时期曾超过3000人，但截至2023年，全国考生仅剩280人。考生人数的急剧下降不仅影响了华文教育的发展，也对未来华文师资的培养和各大专中文系的生源带来了严峻挑战。
STPM华文科考生人数的减少已经到了低于淡米尔文的程度，这一趋势在教育界引发了极大的关注。董总署理主席陈友信在2024年3月指出，华文科报考人数比泰米尔文科还要少。马来西亚海南会馆联合会总会长拿督杨克浩也在2024年10月表示，STPM华文科每年报考人数仅两百多人，而淡米尔文却仍有超过800名考生。这一现象不仅凸显了华文科的吸引力下降，也让社会各界对华文教育的未来深感忧虑。
考生人数的大幅下滑直接影响了华文师资的培养。毕竟马来西亚中学华文教师年龄结构严重失衡，未来10年内有近半数教师将面临退休，但新进教师的数量远远不足，导致华文师资可能出现断层。与此同时，教师提前退休现象也日益普遍，部分教师因工作负担加重、教学环境压力等因素选择提前退休，这进一步加剧了华文教育师资短缺的问题。如果这一趋势持续下去，未来华文教师的短缺将直接影响华文课程的教学质量，甚至可能导致部分学校减少华文课程的开设。
不仅如此，教材出版也受到严重冲击。由于STPM华文科考生人数跌破300人，相关出版社已不愿继续出版华文教材。艺青出版社明确表示，由于市场需求不足，未来可能不会再出版中六华文书籍。教材的缺乏进一步加剧了学生对华文科的排斥，形成恶性循环，导致华文科的生存空间日益缩小。

### 對學生的人權
馬來西亞政府主流教育制度多為威權體制教育校園，且以應試教育為主。在政府主流制度的中小學也對學生進行多的與人權對立的規制，包括禁止學生攜帶手機，儀容（校服規制、髮禁），有學生不符合規制則強制性地成為學校「標準」形象。此外無論是大小懲，也可對學生進行體罰，甚至是對學生的攜帶物做出「突擊檢查」，沒收「違禁品」，且不可攜帶更多的金額到校（特別事項除外），多需要家長或是親屬陪同才可贖回。無論是私立或是公立，在馬來西亞無以上的規制的校園是極稀有的。
自馬來西亞學生運動而产生了《1971年大專法令》，箝制馬來西亞大專生的人權，至今還成為大馬教育的流行議題。

### 歷史教科書爭議
在KBSM的歷史課本，對開闢吉隆坡的葉亞來尚因多種馬來西亞種族歷史因素而有內容爭議。以及在KSSM的小五課本中有多的錯誤。

### 華校對中文界方言打壓
華校提倡中文而強制學生禁止說方言，甚至將方言跟髒話相提並論，但仍然還是有校方私下在校內說方言。馬來西亞講華語運動在社會上形成對方言的歧視，也有「讲方言就罚款成为莘莘学子的鲜明记忆」的言論，但現今這事情在社會以及校園開始有改善。

### 伊斯兰教义比重
2021年2月11日，前首相马哈迪·莫哈末接受《自由今日大马》访问时认为，马来西亚教育体系中过分强调伊斯兰，使得教育制度看起来几乎让每个学生未来都会成为乌理玛（伊斯兰教宗教师），学校教育应该重视技术和科学；他也表示，在教育课程中纳入更多伊斯兰教义从来不是马来西亚政府的政策，这是某些部长和公务员的议程。

### 散播極端思想
2023年10月29日至11月3日，由于以色列—哈马斯战争爆發教育部决定在全国推动“与巴勒斯坦同在”团结周活动，并动员教育部旗下所有学校、技职学院、大学预科班学院及师训学院，共同响应政府捍卫巴勒斯坦人民权利和自由的立场。该部门指出，在团结周期间将举办各种活动，并将根据现有指南进行调整，学校和学生团体都会参与，而祈祷等灵性活动仅涉及穆斯林学生。教育部发文告说：“这项活动旨在灌输学生人权和行善等人道价值观，包括对其他人所经历的痛苦抱持同情心和关怀，不计较种族、宗教或社会地位。”不過該活動因有學生蒙住臉舉起玩具槍打扮成聖戰士和將宗教帶入校園引來包括執政党及民間人士反對和批評。”